# Cuspivolva queenslandica
Cuspivolva queenslandica is een slakkensoort uit de familie van de Ovulidae. De wetenschappelijke naam van de soort is voor het eerst geldig gepubliceerd in 1974 door Cate.